# Sarascelis kilimandjari
Sarascelis kilimandjari är en spindelart som först beskrevs av Lucien Berland 1920.  Sarascelis kilimandjari ingår i släktet Sarascelis och familjen Palpimanidae.
Artens utbredningsområde är Tanzania. Inga underarter finns listade i Catalogue of Life.